# دریای آسایش

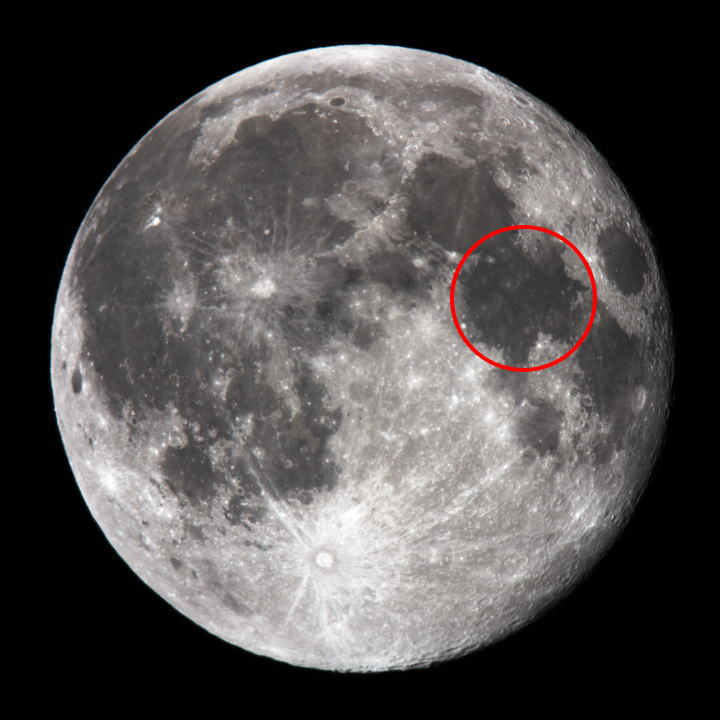
محل دریای آسایش در کرهٔ ماه.

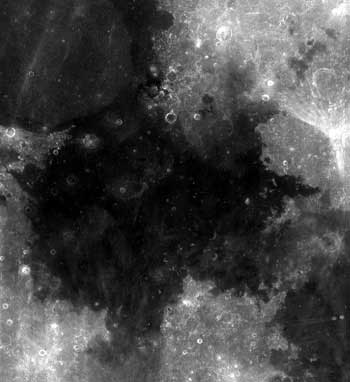
نمای نزدیک‌تر از دریای آسایش.

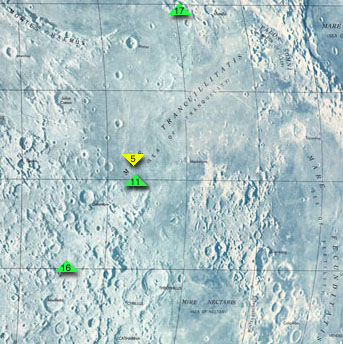
نقشه‌ای از دریای آسایش. پیکان‌های رنگی نشانگر محل فرود آپولو ۱۱، آپولو ۱۷ و آپولو ۱۶ و سورویر ۵ هستند.

دریای آسایش (به لاتین: Mare Tranquillitatis) نام یکی از دریاوارهای کرهٔ ماه است.
این دریاوار در حوضه آسایش در سطح ماه واقع شده‌است. مواد درون این دریاوار تشکیل شده‌است از بازالت مربوط به سنین میانی تا جوان در دوره رگباری بالا.
در سال ۱۹۶۵ فضاپیمای رنجر ۸ پس از آن که موفق شد در ۲۳ دقیقه آخر مأموریتش ۷٬۱۳۷ عکس از سطح ماه به زمین ارسال کند در دریای آسایش سقوط کرد.
دریای آسایش نسبت به بقیه سطح ماه رنگی آبی‌فام‌تر دارد. هنگامی که عکس‌های متعدد از آن بخش پردازش و واضح شود این رنگ در آن‌ها دیده می‌شود. رنگ آبی‌تر این دریاوار را به خاطر وجود فلز بیشتر در خاک و سنگ بازالتی آن دانسته‌اند.

## نگارخانه

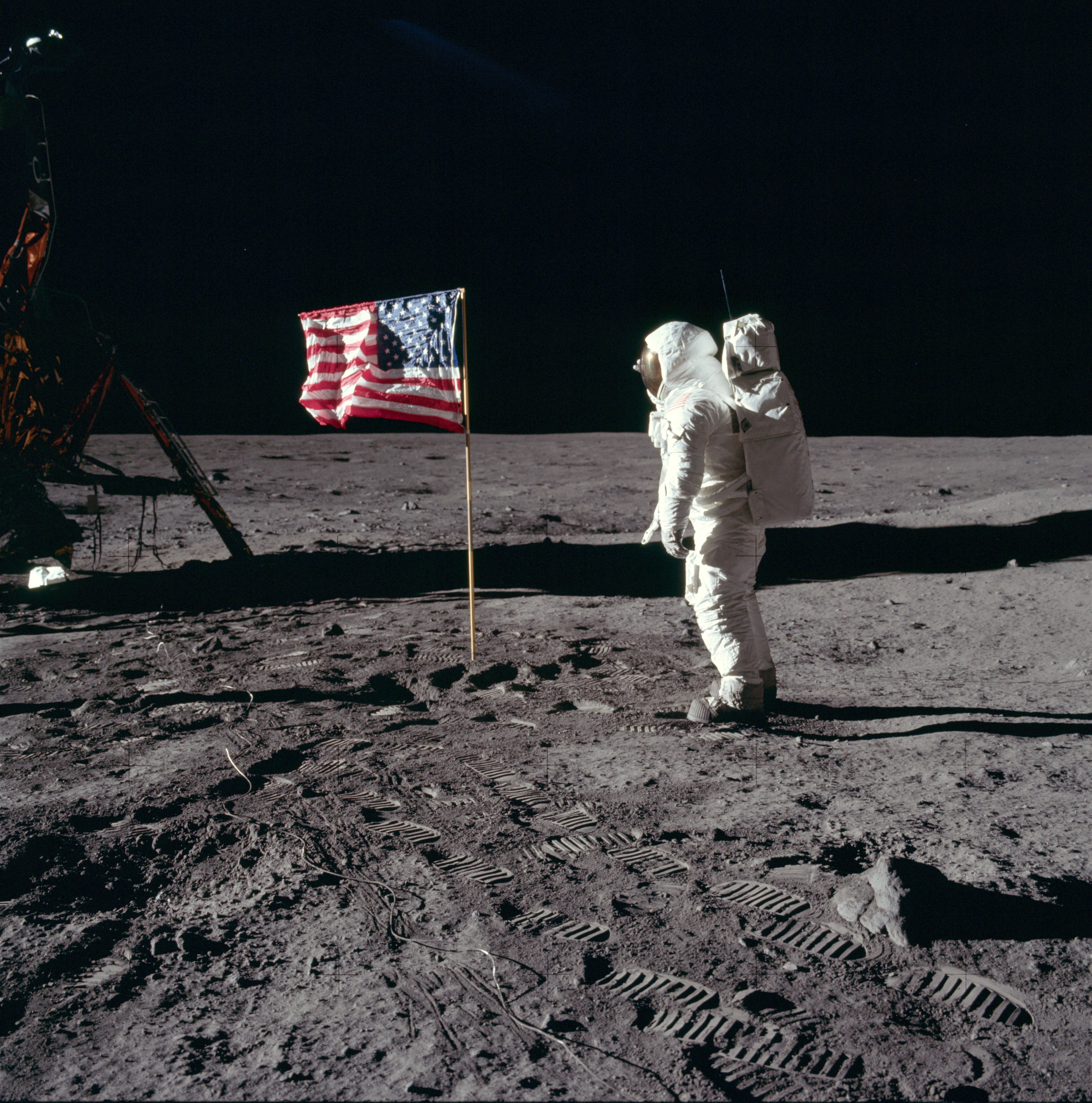